# Shonen Gahosha
Shonen Gahosha (яп. 少年画報社 сё:нэн гахо:ся) — японское издательство, названное в честь журнала «Сёнэн гахо». Было основано в 1945 году, занималось выпуском инструкций по эксплуатации и английских разговорников. Сейчас известно журналами манги, в частности ныне закрытым Shonen King (там выходила манга Locke the Superman, Tenku Senki Shurato).

## Журналы

### Young King
Young King (яп. ヤングキング янгу кингу) — сэйнэн-журнал манги (для мужской аудитории), основанный в 1987 году вместо закрытого Shonen King. Тираж, по данным на 2008 год, составлял 230 тыс. экз. Там публиковалась манга Battle Club Юдзи Сиодзаки, Sun-Ken Rock, Iketeru Futari, Akira No. 2.

### Young King OURs
Young King OURs (яп. ヤングキングアワーズ янгу кингу ава:дзу) — ежемесячный сэйнэн-журнал. По данным на 2008 год, тираж составлял 68 тыс. копий.
Манга в журнале:
- Юки Хидзири
  - Locke the Superman
- Кота Хирано
  - Hellsing[3]
  - Crossfire
  - Hellsing: The Dawn
  - Drifters
- Масакадзу Исигуро
  - And Yet The Town Moves[3]
- Акихиро Ито
  - Geobreeders
- Ark Performance
  - Arpeggio of Blue Steel
- Рури Мияхара
  - Bokura wa Minna Kawaisou
- Гаку Мияо
  - Kazan
- Ясухиро Найто
  - Trigun Maximum[3] (перешла из Shōnen Captain)
- Рикудо Коси
  - Excel Saga[3]
- Сатоси Сики
  - I — Daphne in the Brilliant Blue
- Тосимицу Симидзу
  - Maico 2010
  - Red Prowling Devil
- Хироки Укава
  - Shrine of the Morning Mist
  - Ayakashi no Yoru Ie
- Дайсукэ Морияма
  - World Embryo
- Исутоси
  - Aiki

В 2006—2007 году выходило приложение OURs+ (яп. アワーズ・プラス), всего было выпущено 6 номеров (первый — в феврале 2006, последний — в апреле 2007 года).

### may familiar
may familiar (яп. メイ・ファミリア) — ныне закрытый ежемесячный дзёсэй-журнал манги о домашних животных, начал издаваться в 1984 году под названием MAY (メイ), в 2006 году название было изменено. Последний номер вышел 1 август 2006 года. Манга из журнала публиковалась под лейблом SG Comics (яп. SGコミックス).